# Медвежка (Голышмановский район)
Медвежка — упразднёная деревня в Голышмановском городском округе Тюменской области России. Исключена из учётных данных в 2016 году.

## География
Деревня находится в южной части Тюменской области, в лесостепной зоне, в пределах Ишимской равнины, на берегах реки Медвежки, на расстоянии примерно 20 километров (по прямой) к западу-юго-западу (WSW) от Голышманова, административного центра района. Абсолютная высота — 113 метров над уровнем моря.
Климат
Климат резко континентальный с суровой холодной зимой и относительно коротким жарким летом. Средняя температура воздуха самого тёплого месяца (июля) составляет 18 °C (абсолютный максимум — 38,4 °C); самого холодного (января) — −18,7 °C (абсолютный минимум — −47,3 °C). Среднегодовое количество атмосферных осадков составляет 524 мм, из которых 70 % выпадает в период с мая по сентябрь.

## История
До сентября 2018 года входила в состав Ламенского сельского поселения.

## Население
| 1989 | 2002 | 2010 |
| ---- | ---- | ---- |
| 75   | ↘22  | ↘0   |